# Mausolée du parc Carol
Le mausolée du parc Carol (en roumain : Mausoleul din parcul Carol) est un monument commémoratif de la ville de Bucarest, en Roumanie. 

## Situation
Le monument s'élève sur une butte au centre-sud du parc Carol, au sud de Bucarest.

## Histoire

### Période communiste
La construction du mausolée commence en 1958, à l'emplacement de l'ancien palais des Arts et de la tombe du Soldat inconnu de la Première Guerre mondiale créée ici en 1923. Œuvre des architectes Horia Maicu et Nicolae Cucu, cet édifice monumental est dédié « aux héros de la lutte pour la liberté du peuple et pour la patrie, pour le socialisme » (Monumentul eroilor luptei pentru libertatea poporului și a patriei, pentru socialism). Il est inauguré le 30 décembre 1963, à l'occasion du seizième anniversaire de la proclamation de la République populaire de Roumanie.
Il abrite alors la nécropole où reposent des hauts dignitaires et des grands noms de la nomenklatura, notamment Ștefan Gheorghiu, Petru Groza, Constantin Ion Parhon et Gheorghe Gheorghiu-Dej, mais aussi Ion Costache Frimu, un leader socialiste et syndicaliste d'avant la dictature communiste.

### Depuis 1989
Après la révolution de 1989, les dépouilles des personnalités communistes sont exhumées de la crypte de l'édifice et enterrées dans différents cimetières en 1991. Le monument est débaptisé et est désormais simplement connu sous le nom de « mausolée du parc Carol ». 
Alors que le parc Carol est inscrit sur la liste des monuments historiques par le décret gouvernemental no 2314 du 8 juillet 2004, le mausolée en est lui retiré car, en raison des crimes de la dictature communiste, il reste particulièrement controversé. Des voix se faisant même entendre en faveur de sa démolition pure et simple. Le gouvernement d'Adrian Năstase décide, sans passer par le Parlement, ni par la mairie de Bucarest, de transférer 52 000 m2 à l'Église orthodoxe roumaine pour y construire une « cathédrale de la Rédemption de la Nation » à la place du mausolée, qui lui, doit être démoli et reconstruit dans le parc de la Jeunesse plus au sud de la ville. Traian Băsescu, maire de Bucarest, s'y oppose et réussit à bloquer le projet.
En 2005 finalement, le gouvernement décide de le réhabiliter pour abriter les restes de soldats de la Première Guerre mondiale. En novembre 2006, la tombe du Soldat inconnu est rétablie à son emplacement initial, devant le mausolée entièrement restauré et consacré désormais au souvenir de la Grande Guerre.

## Architecture
Cet impressionnant édifice, qui reprend les canons du réalisme socialiste, culmine à 48 mètres et ses 5 arches en béton sont plaquées de granit rose. La base du monument est circulaire et couverte de plaques de granite noir. L'intérieur de la rotonde est couvert de granite rouge et de mosaïques dorées.  